# Pawnee Rock
Pawnee Rock és una població dels Estats Units a l'estat de Kansas. Segons el cens del 2000 tenia 356 habitants.

## Demografia
Segons el cens del 2000, Pawnee Rock tenia 356 habitants, 131 habitatges, i 88 famílies. La densitat de població era de 490,9 habitants/km².
Dels 131 habitatges en un 38,2% hi vivien nens de menys de 18 anys, en un 46,6% hi vivien parelles casades, en un 15,3% dones solteres, i en un 32,1% no eren unitats familiars. En el 26% dels habitatges hi vivien persones soles el 9,2% de les quals corresponia a persones de 65 anys o més que vivien soles. El nombre mitjà de persones vivint en cada habitatge era de 2,72 i el nombre mitjà de persones que vivien en cada família era de 3,3.
Per edats la població es repartia de la següent manera: un 36,2% tenia menys de 18 anys, un 6,7% entre 18 i 24, un 28,1% entre 25 i 44, un 19,9% de 45 a 60 i un 9% 65 anys o més.
L'edat mediana era de 32 anys. Per cada 100 dones de 18 o més anys hi havia 89,2 homes.
La renda mediana per habitatge era de 38.393 $ i la renda mediana per família de 39.375 $. Els homes tenien una renda mediana de 25.625 $ mentre que les dones 19.821 $. La renda per capita de la població era de 12.651 $. Entorn del 10,6% de les famílies i el 9,6% de la població estaven per davall del llindar de pobresa.

## Poblacions més properes
El següent diagrama mostra les poblacions més properes.